# ヘンリク・デンツィンガー
ヘンリク・デンツィンガー（Heinrich Joseph Dominicus Denzinger　1819年10月10日－1883年7月19日）は19世紀に活躍したドイツ人のカトリック神学者、司祭。ドイツ、ヴュルツブルク生まれ。1844年に司祭に叙階され、以後教義学の権威としてヴュルツブルクの神学校で長きに渡って教鞭をとった。「デンツィンガー」の名前はその業績からカトリック教会の公文書集の呼び名として現代でも知られている。

## 業績
彼の最大の業績は古代から近代に至るまで公会議で採択された公文書・教令などをすべてまとめたことにある。この「カトリック教会文書資料集」は1854年に最初の版が発行された。デンツィンガーの生涯を捧げたこの作品は、死後も他の人々によって校訂が継続され、後にイエズス会員アードルフス・シェーンメッツァー（Adolfus Schönmetzer）が改訂したため、「デンツィンガー・シェーンメッツァー」（DS）と一般に呼ばれる。日本語版も「カトリック教会　文書資料集-信経および信仰と道徳に関する定義集（1974年初版、1982年改訂版）」としてエンデルレ書店から発行されている。